# Makonga
Makonga ist ein Verwaltungsbezirk (englisch Ward) des Distrikts Newala (TC) in der tansanischen Region Mtwara.

## Geografie
Makonga liegt im Südosten von Tansania am nördlichen Stadtrand der Distrikthauptstadt Newala. Der Bezirk grenzt im Norden an Mdimba Mpelempele, im Osten an Mkulung'ulu und Namiyonga, im Süden an Tulindane und im Westen an Mnekachi und Chitekete. Bei der Volkszählung 2022 lebten 8096 Menschen in 2514 Haushalten auf einer Fläche von 45 Quadratkilometern.

## Gliederung
Der Bezirk besteht aus fünf Stadtteilen (Mtaa):
- Makonga
- Juhudi
- Nanyonda
- Kilindu
- Mtangalanga

## Bildung
Die Mtangalanga Secondary School ist eine staatliche weiterführende Schule, die Tages- und Internatsschüler bis zur 4. Stufe ausbildet.